# Новицкий, Фёдор Фёдорович
Фёдор Фёдорович Новицкий (1870—1944) — русский и советский военачальник, генерал-майор Русской императорской армии, генерал-лейтенант авиации Красной армии. Участник Первой мировой и Гражданской войн.

## Биография
Происходил из дворянской семьи. Родился 2 августа 1870 года в г. Опатув.
Образование — Полоцкий кадетский корпус (1887), 1-е военное Павловское училище (1889). Выпущен в 40-й пехотный Колыванский полк.
- 10.08.1889 — подпоручик.
- 09.08.1892 — поручик.

В 1895 году окончил Николаевскую академию Генерального штаба (по первому разряду).
- Штабс-капитан (20.05.1895). Состоял при Варшавском военном округе. Старший адъютант штаба 8-й пехотной дивизии (11.11.1896—01.04.1901).
- Капитан (13.04.1897).
- Подполковник (01.04.1901). Начальник строевого отдела штаба Брест-Литовской крепости (01.04.1901—14.10.1903; 2 г. 6 мес.). Цензовое командование батальоном отбывал в 29-м пехотном Черниговском полку (04.05.—08.09.1901).

Начальник штаба 8-й пехотной дивизии (14.10.1903-27.07.1910).
Полковник (ст. 17.04.1905). Был прикомандирован к кавалерии (25.08.—27.09.1907) и к артиллерии (15.05.—15.07.1908).
27 июля 1910 назначен командиром 21-го пехотного Муромского полка, во главе которого вступил в войну в составе 6-й пехотной дивизии.

### Первая мировая война
В августе 1914 г. в период похода в Восточную Пруссию командовал 1-й бригадой 8-й пехотной дивизии. Начальник штаба 1-го армейского корпуса (02.10.1914—25.04.1917). Генерал-майор (17.11.1914). Командующий 22-й пехотной дивизией (2 мес.). После Февральской революции назначен командующим 82-й пехотной дивизией (с 25.04.1917 — 7 мес.). В декабре 1917 Советом солдатских депутатов избран командиром 43-го армейского корпуса.

### Служба в РККА

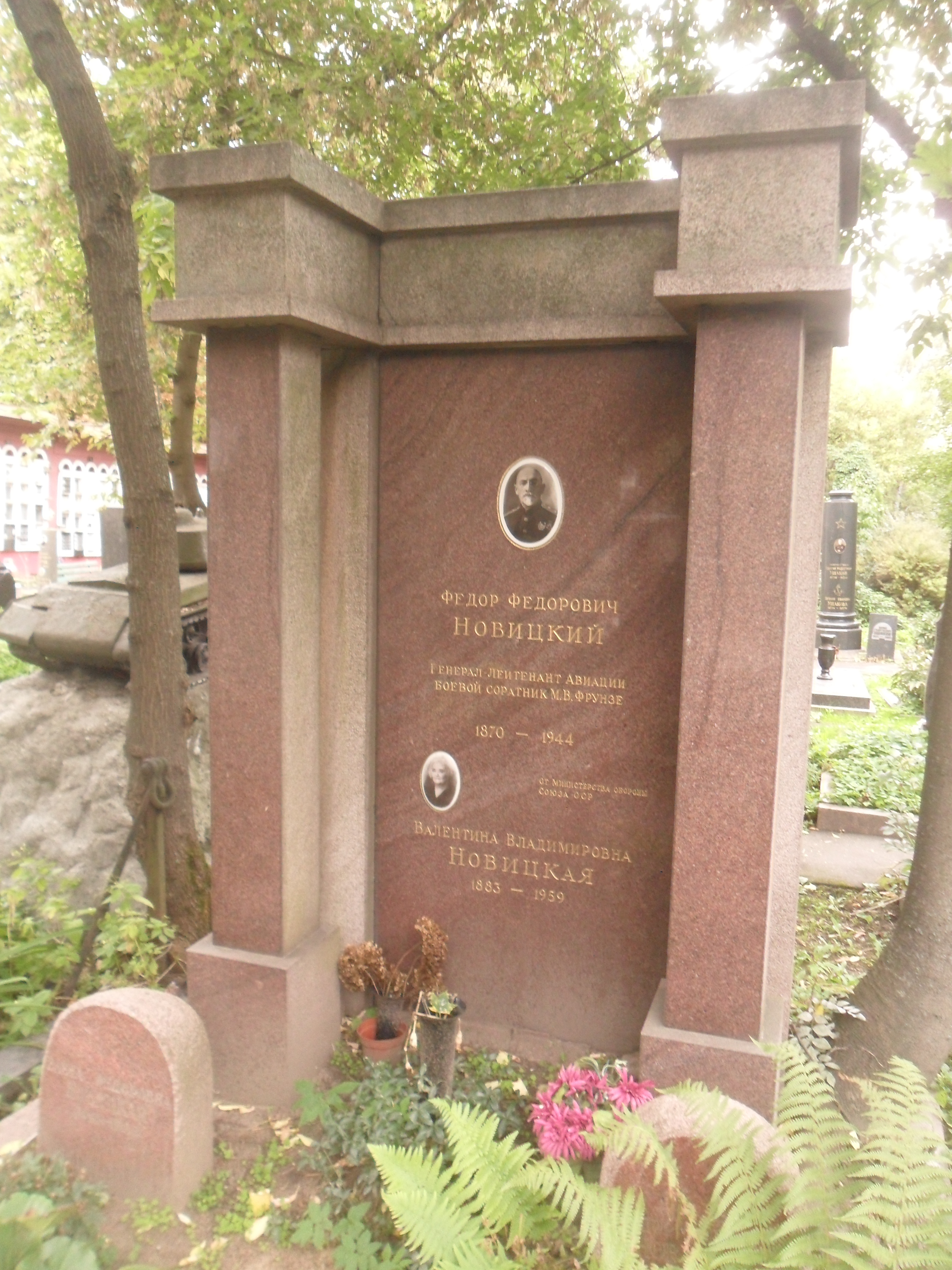
Могила Новицкого на Новодевичьем кладбище Москвы.

В 1918 году добровольно вступил в РККА.
В январе-феврале 1918 г. — в войсках 12-й армии (председатель Искосола — Нахимсон С. М.) создаёт первые в Советской Республике регулярные отряды.
С 28 марта 1918 г. — официально на службе в Красной армии.
Первая должность — военный руководитель Калужского отряда, в июне-июле 1918 — начальник Калужской дивизии. Одновременно с 27.04.1918 по 01.08.1918 являлся военруком Калужского района Завесы.
С августа 1918 г. по январь 1919 г. возглавлял Ярославский военный округ (военный комиссар округа — Фрунзе М. В.).
В период 31.01—25.02.1919 начальник штаба 4-й армии, летом 1919 помощник командующего той же армии (командующий — Фрунзе М. В.).
Помощник командующего Южной группы Восточного фронта и член РВС Южной группы (07—08.1919) (командующий — Фрунзе М. В.) (3 мес.).
Врид командующего Южной группой армий Восточного фронта (1 мес.).
В ноябре 1919 состоял в распоряжении командующего Туркестанского фронта (М. В. Фрунзе) (3 мес.). Зам. командующего Туркестанского фронта (1 г.).
Состоял в распоряжении Начальника Штаба РККА (10 мес.). Включён в списки Генштаба РККА от 15.07.1919 и 07.08.1920.
В августе-октябре 1920 военный эксперт в составе военной делегации, проводившей мирные переговоры с Польшей.
Позже принимал деятельное участие в разработке плана взятия Перекопа и разгрома Врангеля.
С 1 сентября 1921 начальник штаба Рабоче-крестьянского Красного воздушного флота, в 1923—1930 гг. начальник военного факультета Военно-воздушной академии им. Н. Е. Жуковского. В 1928 г. за бои 1919 года награждён орденом Красного Знамени.
20 июня 1930 года арестован по делу «Весна», но был освобождён 18 июля 1931 года до окончания следствия.
Вернулся на преподавательскую работу. С 1933 — начальник Военно-воздушной академии имени Н. Е. Жуковского. Приказом наркома обороны СССР № 2492 от 29.11.1935 Новицкому было присвоено персональное военное звание комдив. В 1933—1938 гг. состоял для особо важных поручений при начальнике ВВС РККА, затем в отставке.
С января 1940 года — начальник Мемориального кабинет-музея при Военной академии им. М. В. Фрунзе.
В 1943—1944 гг. — преподаватель кафедры военной истории Военной академии имени М. В. Фрунзе. В 1941—1943 подготовил курс лекций «Японский империализм и война на Тихом океане». Составил многотомный очерк «Война на Тихом океане».
Генерал-лейтенант авиации (1943).
Написал воспоминания об участии на фронтах Гражданской войны.
Умер 6 апреля 1944 года в Москве. Похоронен на Новодевичьем кладбище (участок 4, ряд 5, № 13).

## Семья
Был женат, имел сына и двух дочерей.

## Награды
- орден Св. Станислава 3-й степени (1898)
- орден Св. Анны 3-й степени (1904)
- орден Св. Станислава 2-й степени (1907)
- орден Св. Анны 2-й степени (1911)
- орден Св. Владимира 4-й степени (11.05.1914)
- орден Св. Владимира 3-й степени с мечами (03.01.1915)
- орден Св. Станислава 1-й степени с мечами (26.02.1915)
- орден Св. Анны 1-й степени с мечами (4.06.1915)[2]
- орден Св. Владимира 2-й степени с мечами (09.1915)
- Орден Красного Знамени (20.02.1928)[3]
- Орден Красной Звезды (07.12.1943)[4]
- Юбилейная медаль «XX лет Рабоче-Крестьянской Красной Армии».

## В культуре
В кинематографе образ Ф. Ф. Новицкого передан в советском фильме «Гроза над Белой» (1968), где его роль сыграл актёр Николай Волков.